# والتر تیسال
والتر تیسال (به انگلیسی: Walter Tysall) ژیمناست زادهٔ ۳ آوریل ۱۸۸۰ میلادی اهل کشور بریتانیا است.